# 5644 (année hébraïque)
5644 (hébreu : ה'תרמ"ד , abbr. : תרמ"ד) est une année hébraïque qui a commencé à la veille au soir du 2 octobre 1883 et s'est finie le 19 septembre 1884. Cette année a compté 354 jours. Ce fut une année simple dans le cycle métonique, avec un seul mois de Adar. Ce fut la seconde année depuis la dernière année de chemitta.

## Calendrier
Ce calendrier hébraïque de l'année 5644 donne les correspondances avec les dates du calendrier grégorien.
Le premier nombre dans chaque case correspond au jour du mois hébraïque. Les jours en couleurs sont des jours remarquables juifs .
| ◄◄ | 5644 | ►► |

## Naissances
- Ben-Zion Dinur
- Nahum Nir

## Décès
5639 - 5640 - 5641 - 5642 - 5643 - 5644 - 5645 - 5646 - 5647 - 5648 - 5649